# Tegenaria chebana
Tegenaria chebana är en spindelart som beskrevs av Tamerlan Thorell 1897. Tegenaria chebana ingår i släktet husspindlar, och familjen trattspindlar.
Artens utbredningsområde är Myanmar. Inga underarter finns listade i Catalogue of Life.